# Lista över Danmarks ministrar över Slesvig
Detta är en lista över Danmarks ministrar över Slesvig
| Minister                             | Från             | Till             |
| ------------------------------------ | ---------------- | ---------------- |
| Frederik Ferdinand von Tillisch      | 5 mars 1851      | 13 juli 1851     |
| Carl Emil Bardenfleth                | 13 juli 1851     | 27 januari 1852  |
| Carl Moltke                          | 27 januari 1852  | 12 december 1854 |
| Peter Georg Bang                     | 12 december 1854 | 13 december 1854 |
| Harald Iver Andreas Raasløff         | 13 december 1854 | 18 februari 1856 |
| Carl Christian Hall                  | 18 februari 1856 | 18 juni 1856     |
| Friedrich Hermann Wolfhagen          | 18 juni 1856     | 2 december 1859  |
| Carl Frederik Blixen-Finecke         | 2 december 1859  | 24 februari 1860 |
| Friedrich Hermann Wolfhagen          | 24 februari 1860 | 31 december 1863 |
| Carl Frederik Simony                 | 31 december 1863 | 24 januari 1864  |
| Christian Gottfried Wilhelm Johansen | 24 januari 1864  | 18 november 1864 |